# Sandro Mazzinghi
Alessandro Mazzinghi, dit Sandro Mazzinghi, est un boxeur italien né à Pontedera (province de Pise, Toscane) le 3 octobre 1938 et mort dans la même ville le 22 août 2020.

## Biographie
Sandro Mazzinghi devient boxeur professionnel en 1961 dans la catégorie super-welters.
Champion d’Europe et du monde, il a disputé pendant sa carrière 69 combats, qui l’ont vu gagnant 64 fois (dont 42 avant la limite), 3 fois perdant et 2 « sans décision ».
Il a disputé 5 championnats d’Europe et 8 championnats du monde.
En 1961, il remporte aux États-Unis son premier titre, celui de champion du monde réservé aux militaires.
Le 7 septembre 1963, il devient champion du monde WBA & WBC des super-welters à Milan en battant l’américain Ralph Dupas,. Au mois de décembre, Mazzinghi remporte par KO la revanche à Sydney. En 1964, Mazzinghi défend victorieusement son titre à Gênes contre Tony Montano (par KO) et à Rome contre Fortunato Manca (aux points en 15 reprises).
Le 18 juin 1965, Mazzinghi se bat contre son compatriote Nino Benvenuti et perd par KO à la sixième reprise. Benvenuti remporte également la revanche mais cette fois-ci aux points.
Le 17 juin 1966, Mazzinghi gagne à Rome la couronne européenne des super-welters contre Yoland Lévèque. Il défendra ce titre quatre fois. Le 26 mai 1968, il rencontre au Stade San Siro à Milan le coréen Ki Soo Kim et il reprend le titre de champion du monde super welters.
Le 25 octobre, il affronte l’Américain Freddie Little qui est disqualifié par l'arbitre pour un coup irrégulier. La décision sera ensuite annulée et on déclarera le combat « sans décision ». La Federazione Italiana Pugilato lui enlève le titre mais la WBA ne le fait pas,.
Alessandro Mazzinghi prend une première fois sa retraite sportive en 1970, puis re-boxe en 1977 et 1978, année où il stoppe définitivement sa carrière (à l'âge de 40 ans).
Sandro Mazzinghi est mort  à Pontedera le 22 août 2020 à l'âge de 81 ans d'un accident vasculaire cérébral,.

## Hommage
Le 7 mai 2015, en présence du président du Comité national olympique italien (CONI), Giovanni Malagò, a été inauguré  le Walk of Fame du sport italien dans le parc olympique du Foro Italico de Rome, le long de Viale delle Olimpiadi. 100 tuiles rapportent chronologiquement les noms des athlètes les plus représentatifs de l'histoire du sport italien. Sur chaque tuile figure le nom du sportif, le sport dans lequel il s'est distingué et le symbole du CONI. L'une de ces tuiles lui est dédiée .

## Publications
- (it) Sandro Mazzinghi, La Boxe in 23 Lezioni, De Vecchi Editore, Milan, 1964.
- (it) Alessandro Mazzinghi, Sul Tetto del Mondo. Diario di un pugile nei suoi ricordi, Scramasax edizioni, Florence, 2003.